# Everytime We Touch (Album)
Everytime We Touch ist das Debüt-Studioalbum des deutschen Dance-Projekts Cascada. Es ist mit rund sieben Millionen verkauften Kopien das bislang erfolgreichste Album der Band und eines der meistverkauften eines deutschen Musikers. Der Titelsong ist eine Coverversion des Liedes Everytime We Touch der schottischen Sängerin Maggie Reilly aus dem Jahr 1992.

## Veröffentlichung
Everytime We Touch wurde am 31. März 2006, nach dem Erfolg mit der gleichnamigen Single veröffentlicht. Es wurde zum Download und als CD zum Verkauf bereitgestellt. Manian und Yanou, die beiden DJs und Produzenten des Dance-Projekts, produzierten das Album und haben es über ihr eigenes Label Zooland Records herausgebracht. Es gab sieben Single-Auskopplungen aus dem Album.

## Mitwirkende
Alle Songs wurden von Yanou und Manian alias Yan Pfeifer und Manuel Reuter geschrieben und produziert. Daneben wirkten auch mehrere andere Songwriter mit. Die Lieder wurden von Natalie Horler gesungen.

## Rezeption
Auf der Musikseite Allmusic wurde kritisch angemerkt, dass der Beat viel zu schnell laufe, allerdings die Balladen des Albums sehr gut dort hinein passen. Man gab dem Album 3,5 von 5 Sternen. Rolling Stone äußerte negative Kritik.
| Quelle        | Bewertung |
| ------------- | --------- |
| Allmusic      | [ 5 ]     |
| Rolling Stone | [ 6 ]     |
| USA Today     | [ 7 ]     |

## Titelliste
1. Everytime We Touch – 3:10
2. How Do You Do! – 2:52
3. Bad Boy – 3:13
4. Miracle – 3:39
5. Another You – 3:38
6. Ready for Love – 3:24
7. Can’t Stop the Rain – 3:29
8. Kids in America – 3:01
9. A Neverending Dream – 3:23
10. Truly Madly Deeply – 4:13
11. One More Night – 3:44
12. Wouldn’t It Be Good – 3:28
13. Love Again – 3:28
14. Everytime We Touch (Yanou’s Candlelight Mix) – 3:15
15. Everytime We Touch (Club Mix) – 5:32
16. How Do You Do (Original Mix) – 5:04
17. A Neverending Dream (Club Mix) – 4:56
18. A Neverending Dream (Deepforces Remix) – 6:09
19. A Neverending Dream (The Real Booty Babes Remix) – 5:58

## Singleauskopplungen
| Jahr | Titel               | Höchstplatzierung, Gesamtwochen, AuszeichnungChartplatzierungen (Jahr, Titel, Platzierungen, Wochen, Auszeichnungen, Anmerkungen) | Höchstplatzierung, Gesamtwochen, AuszeichnungChartplatzierungen (Jahr, Titel, Platzierungen, Wochen, Auszeichnungen, Anmerkungen) | Höchstplatzierung, Gesamtwochen, AuszeichnungChartplatzierungen (Jahr, Titel, Platzierungen, Wochen, Auszeichnungen, Anmerkungen) | Höchstplatzierung, Gesamtwochen, AuszeichnungChartplatzierungen (Jahr, Titel, Platzierungen, Wochen, Auszeichnungen, Anmerkungen) | Höchstplatzierung, Gesamtwochen, AuszeichnungChartplatzierungen (Jahr, Titel, Platzierungen, Wochen, Auszeichnungen, Anmerkungen) | Anmerkungen                                                 |
| Jahr | Titel               | DE | AT | CH | UK | US | Anmerkungen                                                 |
| ---- | ------------------- | --- | --- | --- | --- | --- | ----------------------------------------------------------- |
| 2004 | (I Need a) Miracle  | DE32 (9 Wo.)DE | AT24 (4 Wo.)AT | CH85 (1 Wo.)CH | UK8 (11 Wo.)UK | US— GoldUS | Erstveröffentlichung: 23. November 2004 Verkäufe: + 606.900 |
| 2005 | Everytime We Touch  | DE5 (19 Wo.)DE | AT13 (21 Wo.)AT | CH22 (24 Wo.)CH | UK2 Platin · (39 Wo.)UK | US10 Platin · (31 Wo.)US | Erstveröffentlichung: 15. August 2005                       |
| 2005 | How Do You Do       | — | AT50 (4 Wo.)AT | — | — | — | Erstveröffentlichung: 30. September 2005                    |
| 2006 | Truly Madly Deeply  | DE26 (9 Wo.)DE | AT22 (11 Wo.)AT | — | UK4 Silber · (16 Wo.)UK | — | Erstveröffentlichung: 31. Januar 2006                       |
| 2007 | A Neverending Dream | — | — | — | UK46 (4 Wo.)UK | — | Erstveröffentlichung: 4. März 2007                          |

## Chartplatzierungen
Das Album konnte sich in mehreren Ländern Europas platzieren und feierte auch in den USA große Erfolge.
| ChartsChartplatzierungen       | Höchstplatzierung | Wochen |
| ------------------------------ | ----------------- | ------ |
| Deutschland (GfK)              | 50 (10 Wo.)       | 10     |
| Österreich (Ö3)                | 31 (12 Wo.)       | 12     |
| Schweiz (IFPI)                 | 48 (11 Wo.)       | 11     |
| Vereinigtes Königreich (OCC)   | 2 (28 Wo.)        | 28     |
| Vereinigte Staaten (Billboard) | 67 (16 Wo.)       | 16     |